# Blaison-Gohier
 Blaison-Gohier ist eine Commune déléguée in der französischen Gemeinde Blaison-Saint-Sulpice mit 1.113 Einwohnern (Stand 1. Januar 2022) im Département Maine-et-Loire in der Region Pays de la Loire.

## Historische Entwicklung
Blaison-Gohier wurde 1974 durch die Zusammenlegung der Gemeinden Blaison und Gohier gebildet, erst als Commune associée, 1982 dann als Fusion.
Mit Wirkung vom 1. Januar 2016 wurden die Gemeinden Blaison-Gohier und Saint-Sulpice zu einer Commune nouvelle mit dem Namen Blaison-Saint-Sulpice zusammengelegt. Die Gemeinde Blaison-Gohier gehörte zum Arrondissement Angers und zum Kanton Les Ponts-de-Cé.

## Bevölkerungsentwicklung
| Jahr      | 1962 | 1968 | 1975 | 1982 | 1990 | 1999 | 2008  |
| Einwohner | 627  | 555  | 658  | 800  | 863  | 951  | 1.062 |

## Sehenswürdigkeiten
Siehe auch: Liste der Monuments historiques in Blaison-Saint-Sulpice
- Schloss (12. Jahrhundert, Neubau 15./16. Jahrhundert)
- Schloss Chemant (16. Jahrhundert)
- Schloss La Giraudière
- Schloss La Boutonnière (18. Jahrhundert)
- Manoir de Jouralan (16. Jahrhundert)
- Kirche Saint-Aubin (12.–15. Jahrhundert, Monument historique)